# Harzweg 20 (Quedlinburg)

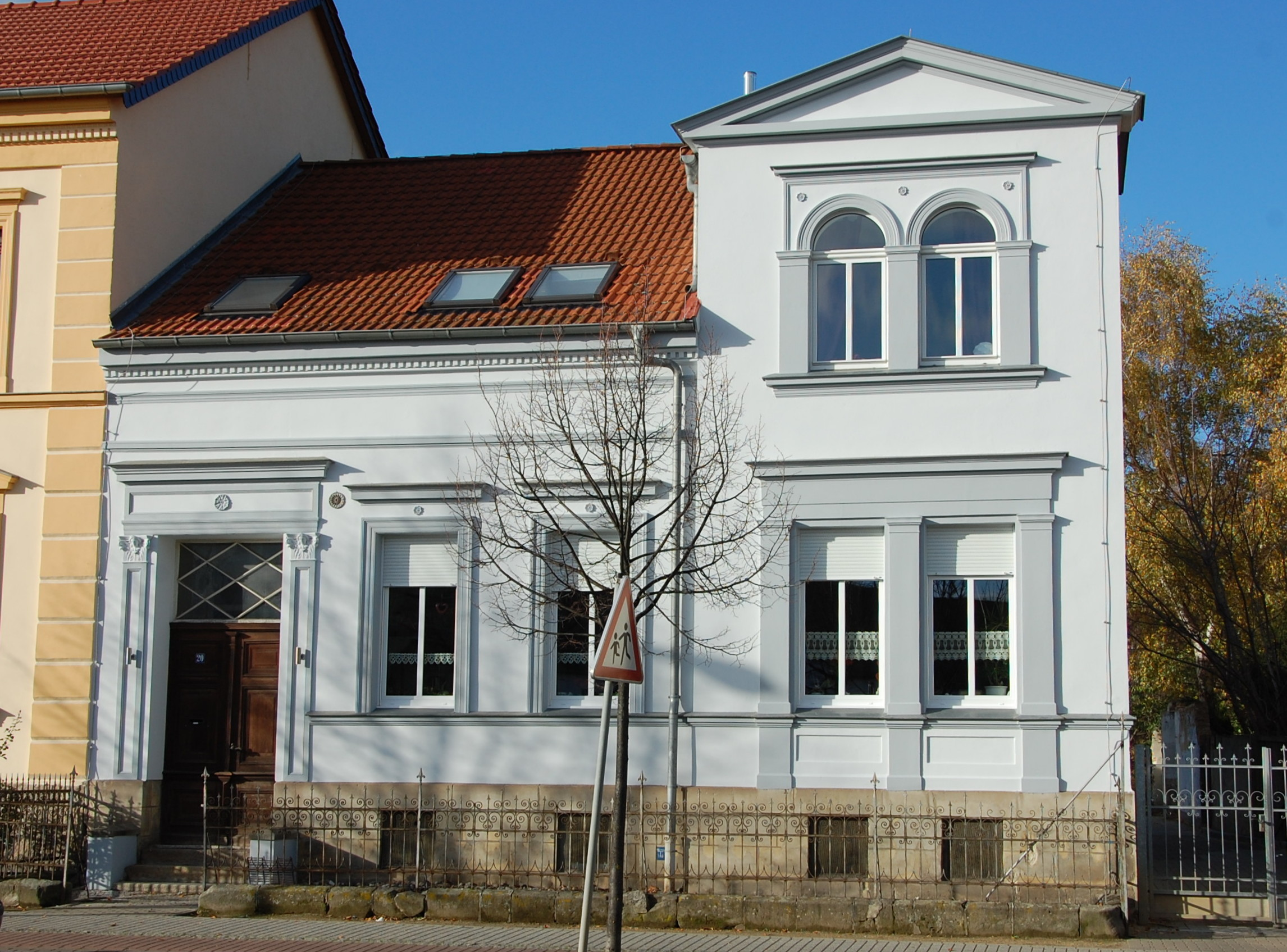
Harzweg 20

Das Haus Harzweg 20 ist ein denkmalgeschütztes Gebäude in Quedlinburg in Sachsen-Anhalt.

## Lage
Das im Quedlinburger Denkmalverzeichnis als Wohnhaus eingetragene Gebäude befindet sich südlich der Quedlinburger Altstadt auf der Nordseite des Harzwegs.

## Architektur und Geschichte
Das in massiver Bauweise erstellte Gebäude wurde in der zweiten Hälfte des 19. Jahrhunderts im Stil des Spätklassizismus errichtet. Die Fassade des an eine Villa erinnernden Hauses ist verputzt und mit Pilastern und Rundbögen gegliedert. Bemerkenswert ist insbesondere die Gestaltung des Portals.
Die Einfriedung des Vorgartens besteht aus Gusseisen und entstand in der Zeit um 1900.